# Eliodoro Farronato
Eliodoro Farronato, né le 18 mai 1912 à Romano d'Ezzelino et mort assassiné le 11 décembre 1955 à Mong Yang en Birmanie, est un prêtre missionnaire italien qui opéra pendant vingt ans en Birmanie.

## Biographie
Eliodoro Farronato naît à Romano d'Ezzelino dans le diocèse de Padoue. Il étudie au lycée de Thiene où à l'exemple de son frère aîné Antonio il nourrit une vocation de missionnaire. Il intègre le séminaire de l'Institut pontifical pour les missions étrangères à Monza et reçoit l'ordination sacerdotale le 22 septembre 1934 à Milan. Il désire s'engager dans les pas de son frère qui était mort de la malaria, comme missionnaire en Birmanie qui est alors un protectorat britannique. Ce désir est comblé car il est envoyé dans la même mission de Mong Yang, où il apprend la langue shan et se lance dans l'apostolat: évangélisation, catéchisme, constructions de petites églises de mission, de dispensaires, etc. Il travaille ensuite dans la préfecture apostolique de Kengtung à la mission de Mong Tsat.
En 1940, les autorités coloniales britanniques déportent les Italiens présents dans le protectorat dans des camps d'internement, car l'Italie mussolinienne combat avec les puissances de l'Axe contre l'Empire britannique. Le Père Farronato est d'abord enfermé dans un camp en Birmanie, puis à cause de l'avancée japonaise, en Inde. Il en profite pour étudier et approfondir sa formation avec d'autres missionnaires italiens. En 1944, il est libéré, mais ne peut rentrer en Birmanie car elle est encore occupée par les Japonais. Il missionne donc en Inde jusqu'en 1946, date à laquelle il retourne à Mong Tsat. Il faut tout recommencer à zéro à cause des destructions de la guerre et des persécutions.
Le nouveau préfet apostolique de Kengtung qui sortait lui-aussi d'internement, Mgr Ferdinando Guercilena, charge le Père Farronato de traduire dans les langues locales, qui n'avaient pas encore d'alphabet, les textes catéchétitiques et les prières. Le Père Farronato est considéré comme le meilleur linguiste de la mission. C'est ainsi que paraissent les premiers catéchismes, livres de prières et traductions de la Bible en langue lahu (1954), en langue akha (1955), en langue shan et qu'il  traduit le catéchisme dans la langue birmane « cultivée », le khün. Il s'apprête en décembre 1955 à se rendre dans sa mission de Mong Yang.
Alors qu'il arrive en vue du village, le 11 décembre, il est capturé par un groupe de bandits et de miliciens irréguliers, formé surtout de Chinois communistes. Il est trucidé. Plus tard, il est enterré dans une tombe à côté de celle de son frère Antonio à Mong Yang.

## Source de la traduction
- (it) Cet article est partiellement ou en totalité issu de l’article de Wikipédia en italien intitulé « Eliodoro Farronato » (voir la liste des auteurs).